# Der jüdische Papst
Der jüdische Papst ist eine jüdische Sage, die sich bis ins 14. Jahrhundert zurückverfolgen lässt.

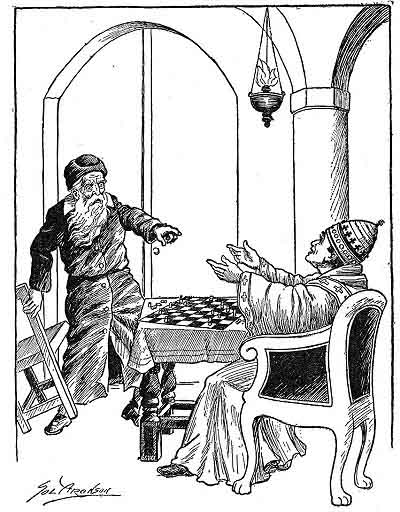
Der jüdische Papst

„Als einst an einem Shabbatot der Rabbiner Simon zu Mainz sich mit seinen Hausgenossen in der Synagoge befand, entführte die Schabbesfrau den dreijährigen Sohn des Rabbiners, Elchanan, brachte ihn in ein Kloster und ließ ihn dort taufen. Das fähige Kind ward in der Abgeschiedenheit des Klosters zum Geistlichen erzogen, ward später nach Italien geschickt und stieg hier durch seine außerordentlichen Geistesgaben von Stufe zu Stufe, sodass ihm in noch jungen Jahren die Kardinalswürde zuteilwurde.“ Zitat aus Ma'assebuch, Basel 1602

## Inhalt
Die Sage ist in mehreren Versionen überliefert, der Kern ist der folgende:
Ein kleiner jüdischer Knabe wird entführt, christlich getauft und erzogen. Später erhält er eine christlich-theologische Ausbildung und steigt in der Hierarchie der Kirche auf bis zum Papst. Im Inneren quälen ihn immer Zweifel über seine Herkunft, an die er sich nicht bewusst erinnert. Als Papst befiehlt er dem Erzbischof von Mainz, Maßnahmen gegen die Juden in seiner Stadt zu ergreifen, die tief in das religiöse Leben der Juden eingreifen. Die Juden beauftragen den Rabbiner, der auch der Vater des Knaben ist, sich beim Papst in Rom für ihre Sache einzusetzen. Während einer Audienz erkennen sich Vater und Sohn, der Papst bereut sein Tun. Die Folgen sind in verschiedenen Versionen unterschiedlich geschildert, es läuft aber immer auf einen moralischen Triumph des Judentums, der alten Religion, über das Christentum hinaus.

## Geschichte
Von der Sage existiert eine aschkenasische und eine sephardischen Version. Die aschkenasische Version stammt aus dem 14. Jahrhundert und ist in Jiddisch geschrieben, der Rabbiner ist Shim 'on bar Y itzl_iaq (der Große). Überliefert ist sie im Ma'assebuch. Die sephardische Version ist im „Sefer Shalshelet ha-Kabbala“ des Gedalja ibn Jachja  (1526–1587)  überliefert.
„Den Hintergrund für die Sage vom verlorenen jüdischen Sohn, der Papst wurde, hat man in der Figur des Gegenpapstes Anaklet II., alias Petrus Pierloni (1090–1138), gesucht. Von ihm behaupteten seine Gegner, vor allem die Anhänger von Papst Innozenz II., er sei jüdischer Abstammung gewesen, und tatsächlich war seine Familie wohl zu einem früheren Zeitpunkt zum Christentum konvertiert.“
Das Motiv des geraubten und wiedergefundenen Kindes ist aus der Antike bekannt. Insbesondere die Josefsgeschichte enthält bereits viele Aspekte der Sage. Die Popularität der Sage in jüdischen Gemeinden liegt wohl darin, dass ein zwanghaft zum Christentum Konvertierter auch in höchsten Positionen sein Judentum nicht ablegen kann und lieber einfacher Jude als Papst ist. Im Christentum wurde die Sage immer als antichristliche Verleumdung aufgefasst. Entsprechend waren die ersten Übersetzungen voller Entstellungen und Verdrehungen, erst im 19. Jahrhundert erschienen Übersetzungen, die dem Original entsprachen.

## Weitere Versionen
Doris Engel veröffentlichte 2024 eine Gegenüberstellung von vier Versionen der Sage vom jüdischen Papst. Als Spezialistin für Jiddisch wählte sie Geschichten, die in dieser Sprache veröffentlicht wurden, von drei Autoren: Eisik Meir Dick, Yehiel Yeshaya Trunk (Y. Y. Trunk) und Isaac Bashevis Singer.

### Ma'assebuch (1602)
In dieser Version ist der jüdische Knabe bei seiner Entführung kein Kind, sondern ein Heranwachsender. Er ist sich seiner Herkunft bewusst, traut sich aber während seiner christlichen Karriere nicht, sich zu offenbaren. Konvertierte Juden waren keine vollwertigen Christen. Er erlässt ganz bewusst die Edikte gegen die Mainzer Juden, damit sein Vater nach Rom kommt, um ihn um Erlass zu bitten. Das Wiedererkennen geschieht während einer Schachpartie. Beide sind hervorragende Schachspieler, der Papst setzt den Rabbiner mit einem Zug schachmatt, den sein Vater ihm als Kind beigebracht hat. Jetzt erkennt der Vater seinen Sohn.
Das Schachspiel war bei den europäischen Juden beliebt, weil nicht der Stärkere, sondern der Klügere gewinnt. Die Juden waren meist die Schwächeren und wurden von ihren christlichen Nachbarn oft unterdrückt.

### Eisik Meir Dick (1874)
Die Version von Eisik Meir Dick ist wesentlich umfangreicher als die im Ma'assebuch, in der Ausgabe von Doris Engel nimmt die Geschichte 35 Seiten ein. Der Vater heißt hier Reb Shimen Barbun und wohnt auch in Mainz. Er ist Talmudist und Kabbalist, er weigert sich Rabbiner zu werden, um seiner Gemeinde nicht zur Last zu fallen. Er ist verheiratet, hat aber mit 35 Jahren noch kein Kind. In drei Träumen sieht er zunächst, dass Gott ihm einen Sohn schenkt, dieser ein begnadeter Kenner des Judentums wird, schließlich zu großen Ehren aufsteigt, dabei aber unglücklich wird. Barbun ist deprimiert von diesen Träumen, als er nach drei Monaten den Schrecken überwunden hat, eröffnet ihm seine Frau, dass sie schwanger ist. Der Sohn Joseph ist tatsächlich überaus begabt, schon mit 13 Jahren kommen andere Gelehrte, um seinen Rat zu holen. Dick erklärt das Wissen des Knaben mit einer jüdischen Sage: Bei der Geburt gibt ein Engel dem Neugeborenen einen Klaps auf den Mund, dies hinterlässt eine Spur im Gesicht: das Philtrum. Damit vergisst es das Wissen, welches alle Ungeborenen im Jenseits erworben haben. Bei Joseph hat der Engel dies unterlassen. Joseph ist kurz davor zu heiraten, als er nach einem Ausflug verschwindet. Um seinen Kummer zu vergessen, wird der Vater Rabbiner seiner Gemeinde. Weitere 23 Jahre später verkündet der Bischof, dass die Juden die Stadt in vier Wochen verlassen müssen. Auf Anfrage erklärt der Bischof, dass diese Order direkt vom Papst kommt, Babun macht sich auf den Weg nach Rom. Die Verzweiflung der jüdischen Gemeinde, die Reisevorbereitungen und schließlich die Reise selbst wird im Detail geschildert. Als der Rabbiner und der Papst zusammentreffen, unterhält sich der Papst lange mit dem Rabbiner. Dieser ist überrascht über die profunden Kenntnisse des Papstes über das Judentum und den Talmud, schließlich fordert der Papst den Rabbiner zu einer Schachpartie auf. An ihrem Ende offenbart der Papst seine Identität. Er erzählt ausführlich von seiner Entführung, wie man ihn zum Christentum gezwungen hat und von seinem Aufstieg zum Papst. Am Ende verspricht der Papst seinem Vater, dass er in zwei Jahren sein Amt aufgeben und wieder nach Mainz kommen wird als einfacher Jude. Kurz danach verschwindet der Papst spurlos, vorher erließ er mehrere Edikte zu Gunsten der Juden. Als Vater und Sohn wieder vereint sind, erkennen sie die Parallelen zur Josephsgeschichte, der ehemalige Papst ist mit seinem zeitweiligen Abfall vom Judentum versöhnt. Die Geschichte endet mit zwei kurzen Traumerzählungen, die nichts mit der Sage vom jüdischen Papst zu tun haben.
Der Autor schrieb diesen Text mit zwei Motivationen. Einmal den ungebildeten Juden etwas über das Judentum beizubringen. Er zitiert häufig Stellen aus der Thora oder ihren Kommentaren, erläutert sie, spricht die Leserin, weibliche Form, direkt an und übersetzt wichtige Begriffe ins Hebräische oder Deutsche. Zusätzlich sollen die Juden die Fortschritte, die die Emanzipation ihnen gebracht hat, würdigen, mit einem optimistischen Ausblick auf die Zukunft.

### Yehiel Yeshaya Trunk (1961)
Dieses Buch folgt im Inhalt dem Buch von Dick, nur wohnt hier die jüdische Gemeinde in Frankfurt am Main und nicht in Mainz. Die Träume von Reb Shimen Barbun, die Geburt und das Verschwinden seines Sohnes, das Edikt des Papstes, die Reise nach Rom und das Zusammentreffen mit dem Papst entsprechen Dick. Auch das Schachspiel spielt eine wichtige Rolle. Das Buch richtet sich an ein Publikum mit guten Kenntnissen des Judentums. Wo Dick die Zitate aus der Thora erläutert, geht Trunk davon aus, dass der Leser diese kennt. Der Autor beschreibt ausführlich das mittelalterliche Rom: die antiken Ruinen, die vielen Priester und Mönche auf den Straßen, die reichen Kardinäle mit ihren Kurtisanen in prächtigen Kutschen und die Armut der Bewohner und der Juden in ihrem Ghetto. Er schildert ein seltsames Ritual: Jeden Monat müssen sich alle Juden Roms in einer großen Kirche versammeln, wo ein Priester versucht, sie zum Christentum zu bekehren. Über dem Altar ist ein großes Kreuz mit einer abstoßenden Darstellung des Gekreuzigten und dem Schild „Der König der Juden“ angebracht. Um seine Worte nicht hören zu müssen, verstopfen sich die Juden die Ohren mit kleinen Tüchern.
Ein durchgängiges Thema der Geschichte ist das Leid der Juden „Das Unglück der Juden ist ewig wie die Welt“. Immer, wenn es ihnen besser geht, kommt ein neues Unheil über sie. Trunk selbst ist vor dem Holocaust geflohen und viele seiner Familie sind umgekommen.

### Isaac Bashevis Singer (1943)
Diese Version unterscheidet sich stark von allen anderen, schon der jiddische Titel „זיידלוס דער ערשטער“ (Zeydlus der Erste) ist verschieden, in der englischen und anderen Übersetzungen wählte der Autor Isaac Bashevis Singer den gängigen Titel „Der jüdische Papst“. Der Knabe wächst nicht in einer gewöhnlichen jüdischen Familie auf, sein Vater heißt Reb Shimen und hat edle Vorfahren, er ist ein Nachkomme von Raschi, der selbst auf König David zurückgeht. Der Vorname des Knaben ist Zeidel. Wie bei den anderen Versionen ist er ungewöhnlich begabt und schon mit 13 Jahren wird er mit den höchsten Gelehrten in Deutschland und Frankreich verglichen. Seine Bekehrung zum Christentum beruht nicht auf einer Entführung. Er selbst beginnt mit dem Studium der christlichen Literatur und der Teufel verführt ihn durch seinen Stolz. Zeidel ist hässlich und impotent und wird von den anderen verachtet. Nach seiner Konversion zum Christentum versucht er, das ultimative Werk „Apologia contra Talmudum“ gegen die Juden zu schreiben, Singer listet viele Namen berühmter antijüdischer Schriftsteller auf, die seine Vorbilder sind. Während der Arbeit erkennt er, dass er nicht fähig ist, dieses Werk zu vollenden, sein Verfall beginnt. Er altert vorzeitig und wird blind. Schließlich landet er als Bettler vor der Kathedrale von Krakau. Er wird verrückt, der Teufel holt ihn mit dem Spruch „Hier ist Zeydlus der Erste, Student der Jeschiwa, der Papst werden wollte.“
In dem jiddischen Titel hat Singer zwei komische Elemente versteckt: Der Papst wird nicht mit einem jüdischen Namen bezeichnet, Zeidel bedeutet Großväterchen, und Päpste können wegen des Zölibats keine Dynastie gründen. Doris Engel führt noch weitere Stellen an, in denen Singer seinen typischen jiddischen Humor in dieser tragischen Geschichte ohne Happy End zeigt.

## Sonstiges
Jean-Marie Lustiger wurde als Jude geboren und konvertierte mit 14 Jahren zum Christentum. Er stieg zwar nicht zum Papst auf, aber als Erzbischof von Paris und Kardinalpriester erreichte er eine hohe Position in der katholischen Kirche.